# Яблонская, Галина Гиляровна
Галина Гиляровна Яблонская (укр. Галина Гілярівна Яблонська; род. 2 января 1928) — советская украинская актриса и общественный деятель.
Народная артистка УССР (1982). Член Национального союза театральных деятелей Украины, обладательница театральной премии семьи А. М. Бучмы «Бронек», президент Международной Лиги «Матери и сёстры — молодёжи Украины», художественный руководитель героического театра «Память».

## Биография
Дебютировала в 1936 году на сцене Винницкого государственного театра в роли Топс в пьесе «Хижина дяди Тома». Выступала в областных театрах Могилёва-Подольского, Винницы, Днепропетровска, а с 1951 года служит в Киевском театре имени Ивана Франко. Наиболее яркие роли: София («Несчастная» Карпенко-Карого), Маруся, Катя («Маруся Богуславка», «Не судилось» Михаила Старицкого), Галя («Назар Стодоля» Тараса Шевченко), Лида («Платон Кречет» Корнейчука), Екатерина («Фараоны» Алексея Коломийца), Леди Макдуф («Макбет» Уильяма Шекспира), Олеся Богдановна («Одинокая леди» Игоря Афанасьева).

## Фильмография
- 1960 — Радуга — Ольга
- 1966 — Бесталанна (фильм-спектакль) — София
- 1967 — Не суждено (фильм-спектакль) — Катя Звонаривна
- 1970 — Уступи место (фильм-спектакль) — Кора
- 1972 — Рим, 17... — Ольга Аркадьевна
- 1980 — Поединок (фильм-спектакль)
- 1994 — Долой стыд! — эпизод

## Награды
- Почётная грамота Президиума Верховного Совета УССР (1970)
- Орден княгини Ольги III[1], II[2] и I[3] степеней (2005, 2008, 2013)
- Театральная премия семьи А. М. Бучмы «Бронек» (2009)
- Орден Святой Великомученицы Варвары (2012)
- «Женщина года» в номинации «Женщина-художник» (2012)